# Calle 23–Avenida Ely (línea Queens Boulevard)

La Calle 23–Avenida Ely es una estación en la línea Queens Boulevard del Metro de Nueva York de la B del Independent Subway System (IND). Localizada en la intersección con la Calle 23 y 44th Drive en Long Island City, Queens. La estación es servida las 24 horas de los trenes del servicio  y .